# Maison de Wettin
 (juillet 2023).
La maison de Wettin est une dynastie dont une branche règne actuellement sur la Belgique (depuis 1831, aujourd'hui sous le nom de maison de Belgique) et dont des branches régnèrent sur le Royaume-Uni (de 1901 à 2022), la Bulgarie (de 1887 à 1946), le Portugal (de 1853 à 1910), la Pologne (de 1697 à 1763), le duché, l'électorat puis le royaume de Saxe (de 1423 à 1918), le grand-duché de Saxe-Weimar (de 1815 à 1918), le duché de Saxe-Cobourg et Gotha (de 1826 à 1918), le duché de Saxe-Meiningen (de 1826 à 1918), le duché de Saxe-Altenbourg (de 1826 à 1918), les Indes (de 1901 à 1947).
Originellement margraves de Misnie en 1089, les seigneurs de Wettin devinrent landgraves de Thuringe en 1263, puis ducs de Saxe en 1423 avec la dignité d’électeurs du Saint-Empire romain germanique. À cette occasion ils ont brisé leur blason, d'or au lion de sable langué et armé de gueules, pour l'actuel, qui reprend les mêmes couleurs en y ajoutant la couronne palatine.

## Origine de la maison de Wettin
Le membre le plus ancien de la maison de Wettin connu avec certitude est Théodoric Ier de Wettin, également connu sous le nom de Dietrich, Thiedericus et Thierry Ier de Liesgau (décédé vers 982). Il était probablement basé dans le Liesgau (situé à l'extrémité ouest du Harz). Vers 1000, la famille a acquis le château de Wettin, érigé à l'origine par les tribus slaves locales. Le château est situé à Wettin dans le Hassegau (ou Hosgau) sur la rivière Saale. Vers 1030, la famille Wettin a reçu la Marche de l'Est comme fief.

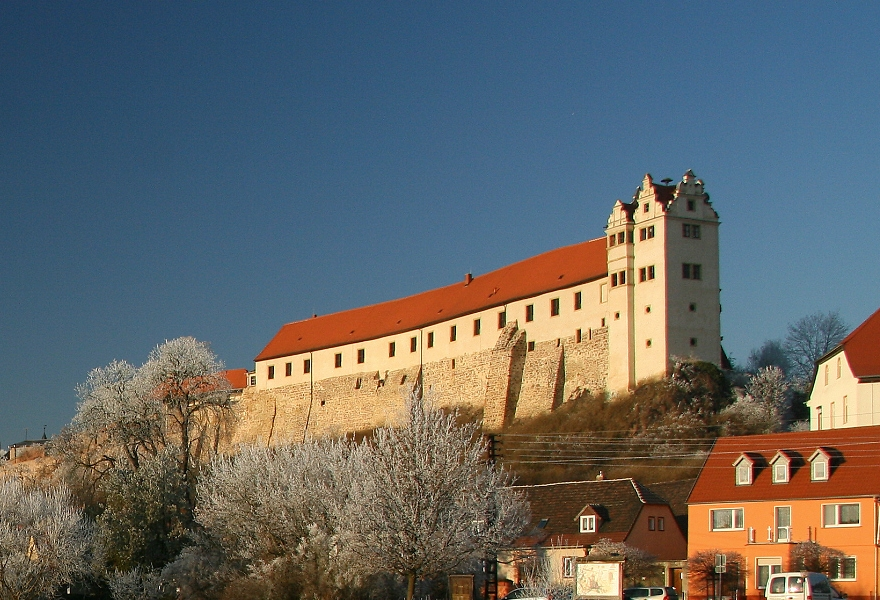
Château de Wettin.

L'importance des Wettin dans la Marche orientale saxonne et slave (ou Ostmark) conduit l'empereur Henri IV à les investir de la marche de Meissen comme fief en 1089. La famille a su prospérer au cours du Moyen Âge : en 1263, elle hérite du landgraviat de Thuringe.
En 1423, les Wettin sont investis du duché de Saxe ; cette investiture donne à la famille le titre de prince-électeur du Saint-Empire romain germanique.

## Évolution de la maison de Wettin
La famille se divisa en deux branches en 1485 quand les fils de Frédéric II, électeur de Saxe, se partagèrent l'héritage :
- au fils aîné, Ernest, l'électorat de Saxe, avec pour capitale Wittenberg, d'où la branche dite ernestine ; le chef de cette branche et de toute la maison de Wettin est actuellement Michael-Benedikt de Saxe-Weimar-Eisenach (né en 1946), prétendant au trône de Saxe-Weimar-Eisenach, et petit-fils du dernier grand-duc régnant de ce pays, Guillaume-Ernest Ier (1876-1923). Parmi les branches cadettes subsistantes, on trouve la branche morganatique des barons de Saalfeld (chef : Franz Georg de Saalfeld, né en 1961), la branche ducale de Saxe-Meiningen (chef : Friedrich Constantin de Saxe-Meiningen, né en 1980), la branche royale du Royaume-Uni (chef : Richard de Gloucester, né en 1944), la branche ducale de Saxe-Cobourg-Gotha (chef : Hubertus de Saxe-Cobourg-Gotha, né en 1961), la branche princière issue d'Auguste de Saxe-Cobourg-Kohary (chef : Maximilian de Saxe-Cobourg-Gotha, né en 1972), la branche royale de Bulgarie (chef : l'ancien tsar Siméon II de Bulgarie, né en 1937), et la branche royale de Belgique (chef : l'ancien roi Albert II, né en 1934) ;
- au fils cadet, Albert, le duché de Saxe, avec pour capitale Dresde, d'où la branche dite albertine.

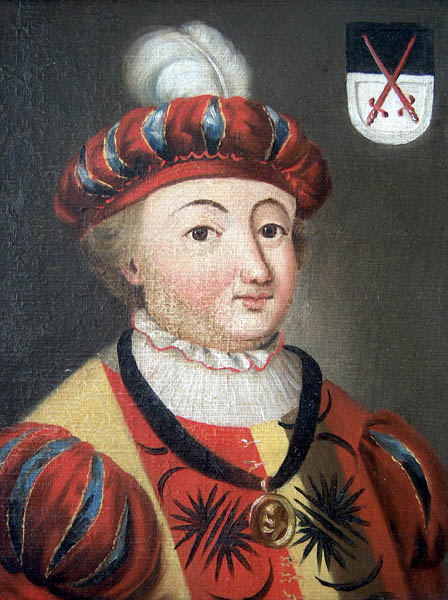
L'Électeur Ernest de Saxe (1441-1486), fondateur de la branche ernestine.
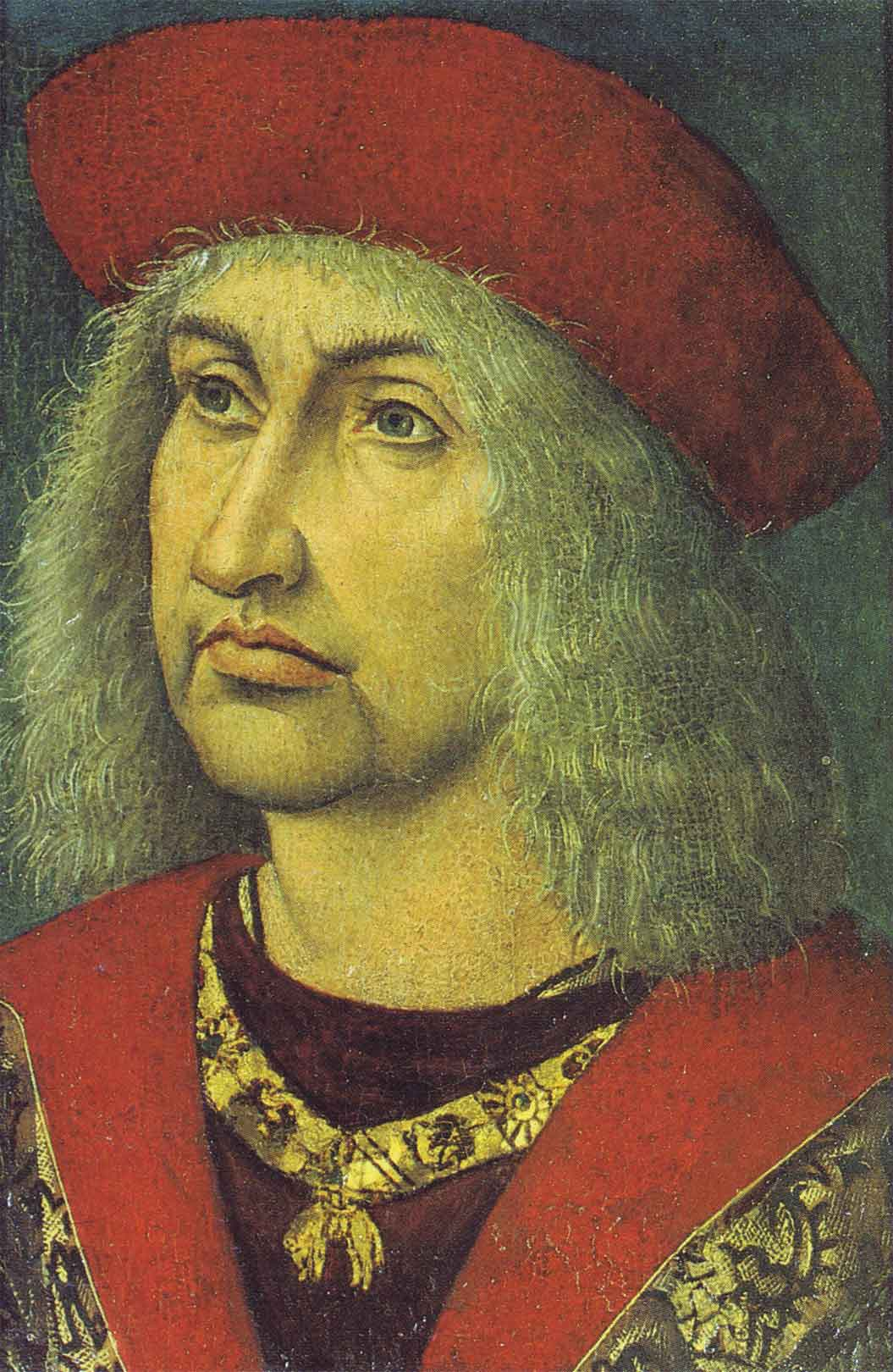
Le duc Albert III de Saxe dit L'intrépide (1443-1500), fondateur de la branche albertine.

Ces deux branches évoluèrent très différemment : la branche albertine maintint l'intégrité de la Saxe et préserva son pouvoir sur la région, tandis que les ernestins divisèrent à plusieurs reprises leurs territoires en créant une mosaïque de petits duchés et comtés en Thuringe actuelle.
Les descendants de la branche puinée albertine devinrent rois de Pologne (1697-1763) et de Saxe (1806-1918) et dirigèrent le duché napoléonien de Varsovie (1807-1814) après que l'invasion russe leur eut ôté leurs droits à la couronne de Pologne par la constitution de 1791.

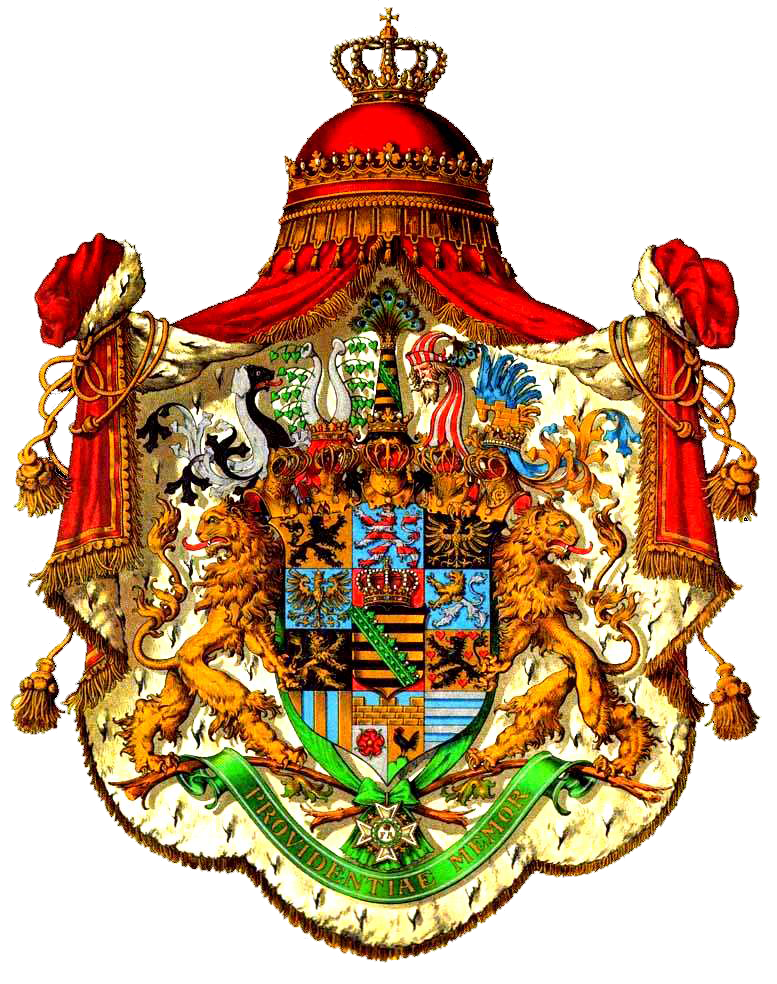
Royaume de Saxe.
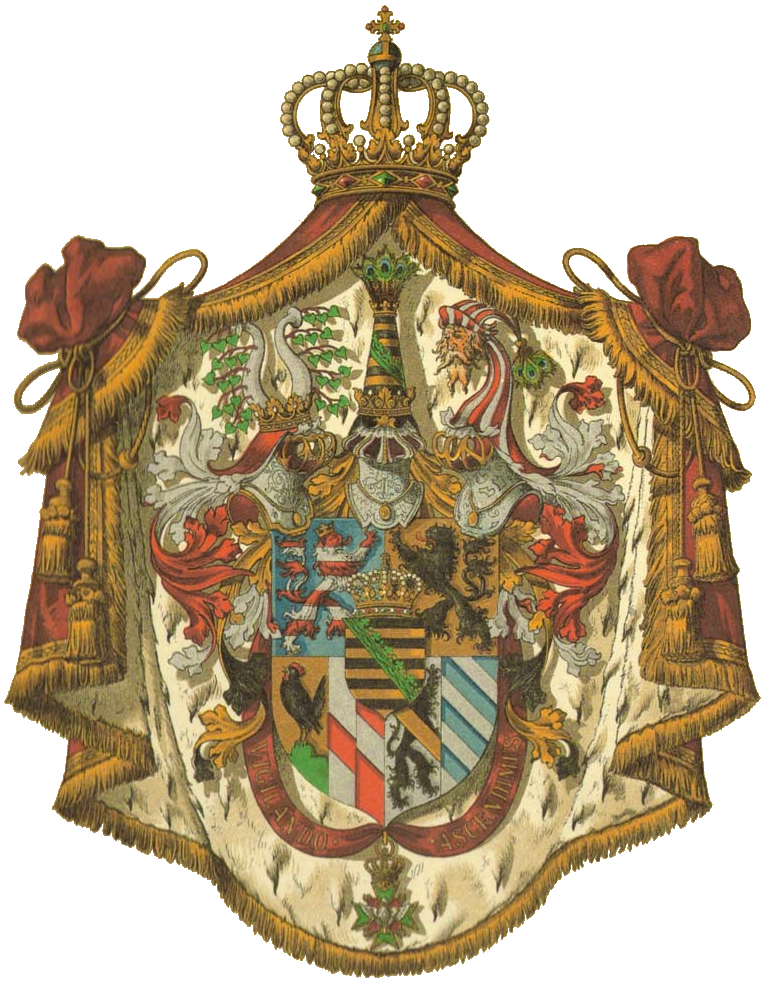
Grand-duché de Saxe-Weimar-Eisenach.
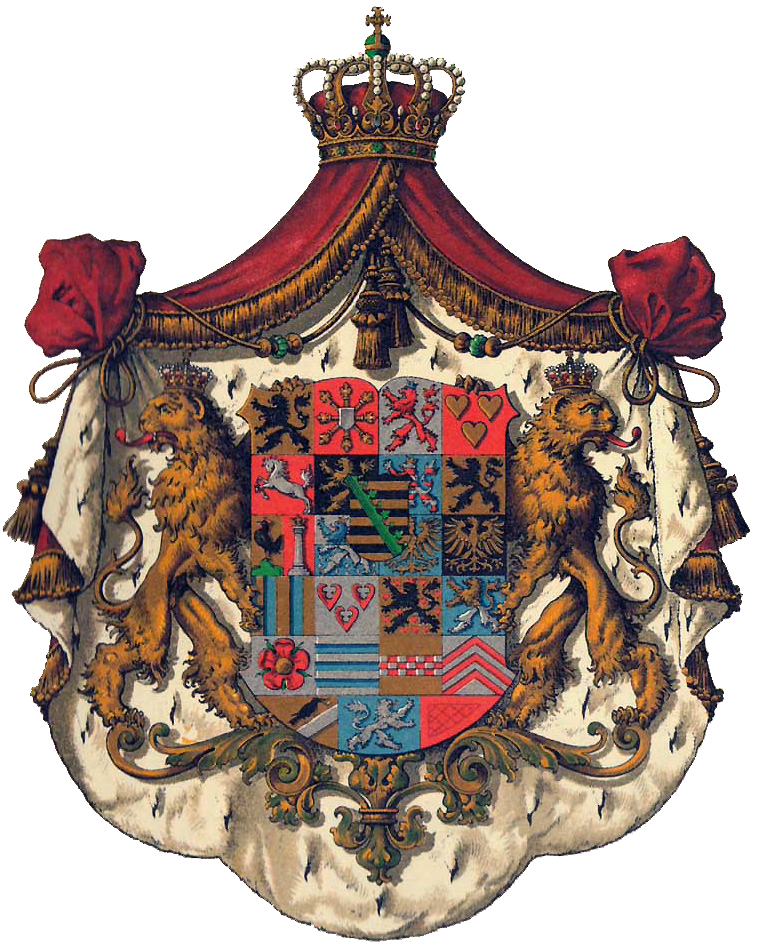
Duché de Saxe-Cobourg et Gotha.
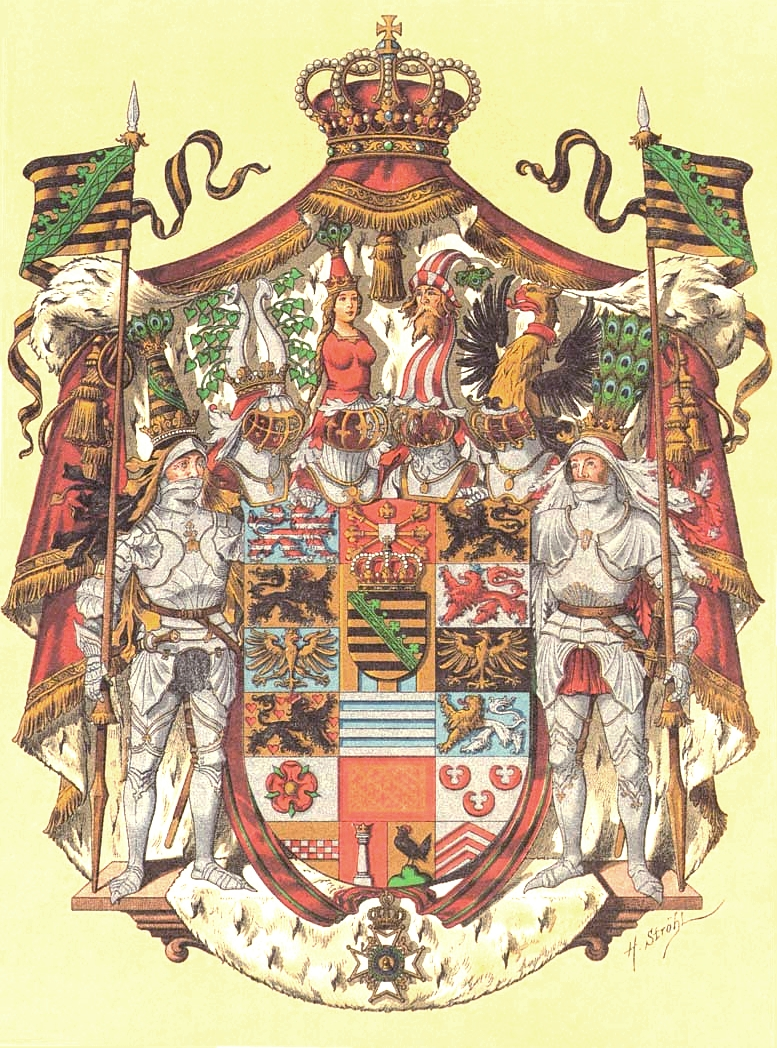
Duché de Saxe-Meiningen.
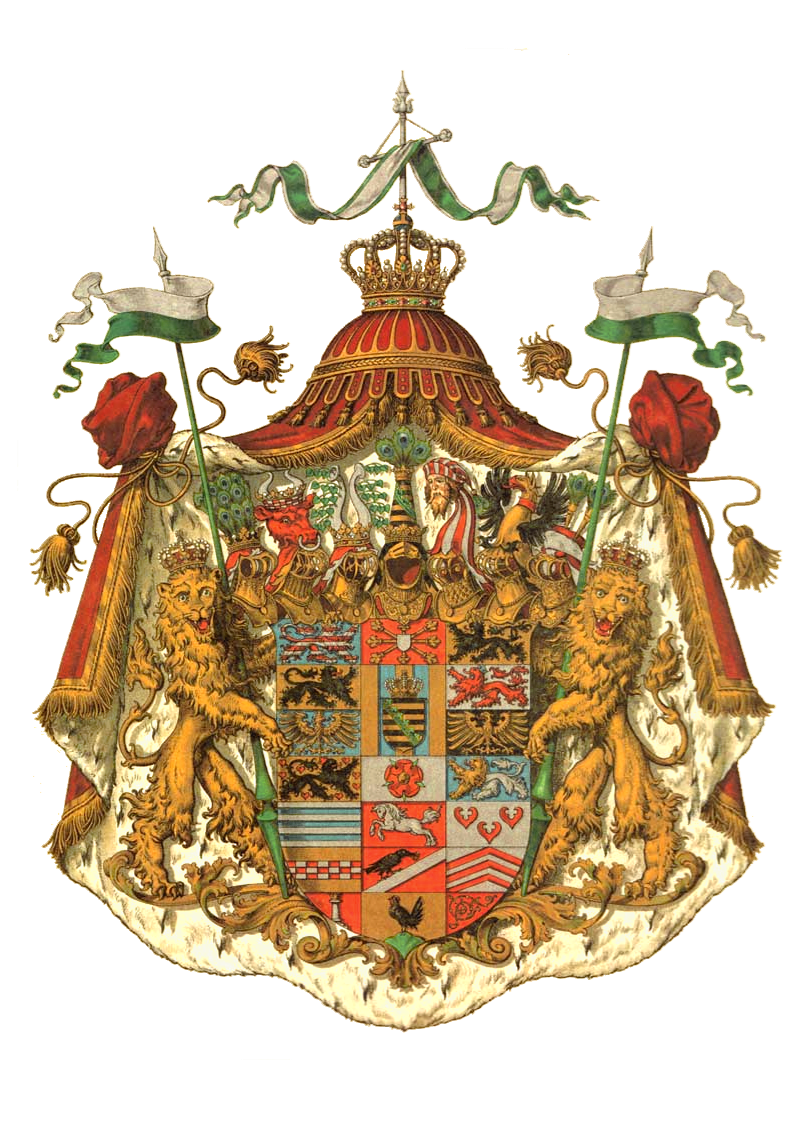
Duché de Saxe-Altenbourg.

## Membres de la maison de Wettin

### Saxe-Cobourg et Gotha
Initialement maison de Saxe-Cobourg-Saalfeld, la maison de Saxe-Cobourg et Gotha a donné des souverains au duché de Saxe-Cobourg et Gotha, au Royaume-Uni, à la Belgique, au Portugal et à la Bulgarie. L'actuel chef de la branche ducale de la maison de Saxe-Cobourg et Gotha est le prince Hubertus (né en 1975) qui est toujours le propriétaire des châteaux de Callenberg près de Cobourg et de la Greinbourg à Grein (Autriche).
La branche aînée ernestine perdit l'électorat au profit des albertins à l'issue de la bataille de Muehlberg en 1547, mais conserva ses possessions en Thuringe, divisant la région en une collection de mini-États. Une de ces maisons, celle de Saxe-Cobourg et Gotha, accéda au trône de Bulgarie (1908-1946), et fournit des consorts aux reines du Portugal et du Royaume-Uni.

#### Monarques du Royaume-Uni
Ainsi, Édouard VII, fils de la reine Victoria (maison de Hanovre), prend le nom de son père Albert de Saxe-Cobourg-Gotha pour lui et la famille royale britannique, faisant passer le trône britannique dans la maison de Wettin à partir de 1901. Cette branche prend le nom de Saxe-Cobourg et Gotha : Wettin, étant une recréation allemande, n'a jamais été utilisé au Royaume-Uni.
Durant la Première Guerre mondiale, la maison royale britannique renonça à ses noms allemands pour prendre celui de Windsor à la fois comme nom de maison et comme nom de famille. Le roi Édouard VIII reçut le titre de duc de Windsor après son abdication en 1936.
En 1947, la princesse Élisabeth, héritière du trône de George VI, épousa Philip Mountbatten. Celui-ci était membre de la maison de Schleswig-Holstein-Sonderbourg-Glücksbourg, une branche de la maison d'Oldenbourg. Quelques mois avant son mariage, il adopte le nom Mountbatten, celui de son oncle Louis Mountbatten adopté par le père de ce dernier, Louis de Battenberg en 1917.
Après l'accession au trône d'Élisabeth II, Louis Mountbatten souhaita que la maison royale adopte le nom de Mountbatten, comme voulait la pratique pour les épouses d'adopter le nom de leur mari. Toutefois, la reine Mary et Winston Churchill s'y opposèrent et le 9 avril 1952, Élisabeth II signe une proclamation déclarant « Moi et Mes enfants serons connus comme la Maison et la Famille de Windsor et mes descendants qui se marient et leurs descendants porteront le nom de Windsor ». Philip se plaignit en privé d'être « le seul homme au pays non autorisé à donner son nom à ses propres enfants ».
Le 8 février 1960, après la mort de la reine Mary et la démission de Churchill, la reine confirma qu'elle et ses enfants continueront à être appelés Maison et Famille de Windsor ainsi que les descendants agnatiques qui portent le prédicat d'Altesse royale et le titre de prince ou princesse, mais elle décida que les descendants agnatiques qui ne portent pas ces titres et prédicats porteraient le nom de Mountbatten-Windsor.

#### Rois de Pologne
Entre 1697 et 1763, deux souverains de la maison de Wettin, Auguste II et Auguste III, occupent le trône (électif) de la république des Deux Nations.

#### Rois de Portugal
Le neveu d'Ernest Ier, Ferdinand de Saxe-Cobourg-Gotha, cousin du Prince Albert, épousa en 1835 la reine Marie II de Portugal, dont il fut le second époux. Il fut titré prince consort, et le Parlement ne lui octroya le titre honorifique de roi qu'à la naissance de leur premier enfant mâle, le prince royal Dom Pedro de Bragança - futur Pierre V de Portugal. Le prince Ferdinand devint alors roi consort sous le nom de Dom Fernando II: il ne fonda pourtant pas une nouvelle dynastie portugaise de Saxe-Cobourg-Gotha, car au Portugal de tout temps les femmes ont pu transmettre leurs maisons, ainsi que leurs noms patronymiques, à défaut d'enfant mâle. Ainsi, les Bragance ont continué de régner jusqu'en 1910 au Portugal, Bragança étant le seul nom officiel de leur dynastie continuée dans cette nouvelle branche séparée de celle du Brésil, et de celle du roi Michel Ier de Portugal. L'usage portugais étant aussi de porter des patronymes maternels et paternels mélangés sur l'ensemble de leurs noms multiples, les derniers souverains à Lisbonne sont nommés officiellement aussi avec les noms de Saxe-Cobourg-Gotha, Savoie, Orléans… qu'ils n'ont pourtant jamais signés.

#### Tsars et rois de Bulgarie
Ferdinand de Saxe-Cobourg-Gotha, fut élu prince de Bulgarie en 1887 sous le nom de Ferdinand Ier puis tsar des Bulgares en 1908, et fonda la branche bulgare de cette maison.
On pourrait aussi signaler les mariages des filles de cette maison avec les têtes couronnées d'Europe ; ainsi en 1914, la tsarine de Russie, la reine d'Espagne, l'impératrice allemande, l'épouse du prince héritier de Suède entre autres sont membres ou apparentées de très près à la maison de Saxe-Cobourg-Gotha.

#### Rois des Belges
En 1816, Léopold de Saxe-Cobourg-Saalfeld, frère cadet du duc Ernest Ier, épouse la princesse héritière du Royaume-Uni, Charlotte, qui meurt en donnant naissance à un enfant mort-né l’année suivante. Léopold reste en Angleterre où il fera épouser sa sœur Victoria au duc de Kent en 1818. Il est le mentor de la famille.
Il refuse le trône de Grèce en 1830 mais accepte celui de Belgique l’année suivante et prête serment le 21 juillet 1831. Roi des Belges sous le nom de Léopold Ier, il est ainsi fondateur de la maison royale de Belgique. Il épouse ensuite Louise, fille du roi des Français Louis-Philippe Ier. Ses descendants portent les titres de duc de Saxe et prince de Saxe-Cobourg et Gotha jusqu’à la Première Guerre mondiale, au cours de laquelle ils sont abandonnés par le roi Albert Ier de Belgique en raison de leur origine germanique.

Maison de Bragance-Saxe-Cobourg, rois de Portugal (1836-1910).
Maison de Saxe-Cobourg-Saalfeld, rois des Belges (à partir de 1831).
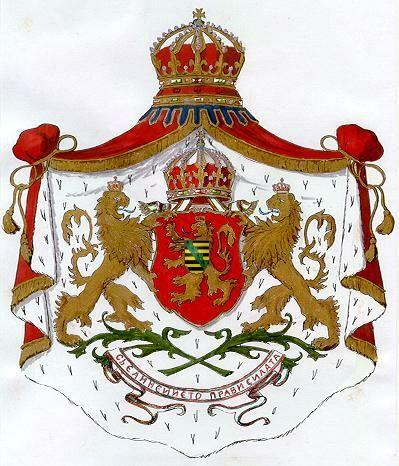
Maison de Saxe-Cobourg et Gotha, tsars et rois de Bulgarie (1887-1946).
Maison de Saxe-Cobourg et Gotha (maison de Windsor) à partir d'Édouard VII en 1901.

## Demeures
- Château de Moritzburg ;
- Château d'Altenstein ;
- Château de Saalfeld ;
- Château de Friedenstein (Gotha)
- Château de Landsberg (Meiningen) ;
- Château de Callenberg (Cobourg)